# Parafia Najświętszego Serca Pana Jezusa w Lebiedziewie
Parafia Najświętszego Serca Pana Jezusa w Lebiedziewie – rzymskokatolicka parafia znajdująca się w archidiecezji mińsko-mohylewskiej, w dekanacie mołodeczańskim, na Białorusi.

## Historia
Parafia powstała w 1476. W tym też roku powstał kościół fundacji kniazia Aleksandra Olszańskiego. Dawniej parafia nosiła wezwania Narodzenia NMP i Nawiedzenia NMP. Leżała w diecezji wileńskiej (w XIX w. w dekanacie wilejskim, w dwudziestoleciu międzywojennym w dekanacie mołodeczańskim). Posiadała kaplice w Malinowszczyźnie i w Murowanej.
W czasach komunizmu nie działała. Dawny kościół został zniszczony (brak źródeł w którym roku). Obecnie parafia posiada nową świątynię.